# Tephrella decipiens
Tephrella decipiens är en tvåvingeart som beskrevs av Mario Bezzi 1913. Tephrella decipiens ingår i släktet Tephrella och familjen borrflugor. Inga underarter finns listade i Catalogue of Life.